# Scambus inanis
Scambus inanis är en stekelart som först beskrevs av Franz Paula von Schrank 1802.  Scambus inanis ingår i släktet Scambus och familjen brokparasitsteklar. Arten är reproducerande i Sverige. Inga underarter finns listade i Catalogue of Life.